# Athetis ocellata
Athetis ocellata là một loài bướm đêm trong họ Noctuidae.